# Ноць
Ноць (пол. Noć) — село в Польщі, у гміні Вежбінек Конінського повіту Великопольського воєводства.
Населення — 93 особи (2011).

## Демографія
Демографічна структура станом на 31 березня 2011 року:
|          | Загалом | Допрацездатний вік | Працездатний вік | Постпрацездатний вік |
| -------- | ------- | ------------------ | ---------------- | -------------------- |
| Чоловіки | 50      | 11                 | 32               | 7                    |
| Жінки    | 43      | 5                  | 22               | 16                   |
| Разом    | 93      | 16                 | 54               | 23                   |